# Patrick Simmons

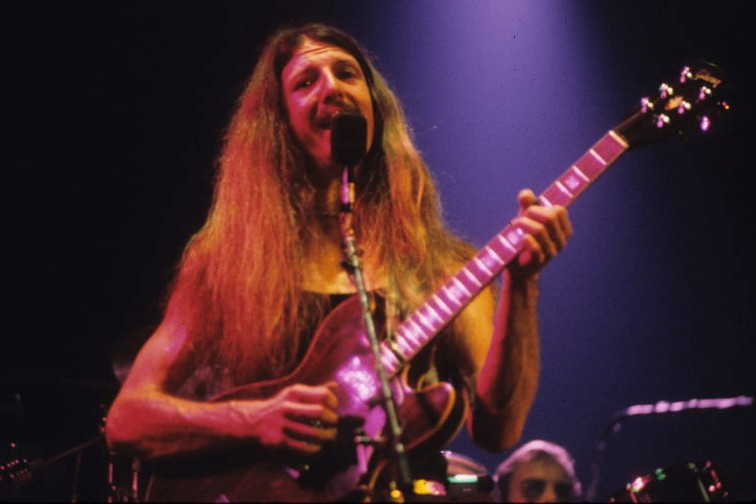
Patrick Simmons (2006)

Patrick Simmons (* 19. Oktober 1948 in Aberdeen, Washington) ist ein US-amerikanischer Rocksänger und -gitarrist, der sich vor allem als Mitglied der Doobie Brothers einen Namen machte.

## Biographie
Im Alter von acht Jahren begann Simmons Gitarre zu lernen. Später trat er dann auch öffentlich auf und leitete einen kleinen Folk-Club. 1970 schloss er sich der Band Pud an, die sich wenig später in Doobie Brothers umbenannte. Simmons war es, der Black Water schrieb, den ersten #1-Hit der Band. Nachdem sich die Doobies 1982 getrennt hatten, veröffentlichte Simmons zwei Solo-Alben. 1983 Arcade, das mit So Wrong und dem Huey-Lewis-Song Don't Make Me Do It zwei kleinere Hits beinhaltete und 1996 Take Me To The Highway, das allerdings nur in Japan erschien und vorwiegend eigene Interpretationen bekannter Doobie Brothers Titel enthielt.
1987 war Simmons zu den Doobie Brothers zurückgekehrt, die sich 1986 reformiert hatten.
Das 1989 veröffentlichte Comeback-Album Cycles mit der Top-Ten-Single The Doctor konnte an die alten Erfolge anschließen.
2010 erschien World Gone Crazy mit der von Simmons geschriebenen Single Far from Home, die es bis auf Platz 20 der AC Charts in den USA schaffte.

## Diskographie

### Solo
- Arcade (1983 auf Elektra)
- Take Me To The Highway (1996 auf COCA 13239 Denon) JAPAN

### Mit den Doobie Brothers
- The Doobie Brothers (1971 auf Warner Brothers)
- Toulouse Street (1972 auf Warner Brothers)
- The Captain and Me (1973 auf Warner Brothers)
- What Were Once Vices Are Now Habits (1974 auf Warner Brothers)
- Stampede (1975 auf Warner Brothers)
- Takin' It to the Streets (1976 auf Warner Brothers)
- Livin' on the Fault Line (1977 auf Warner Brothers)
- Minute by Minute (1978 auf Warner Brothers)
- One Step Closer (1980 auf Warner Brothers)
- Can´t Let It Get Away (Promotional Single 1981 auf Warner Brothers, Coca Cola Jingle Japan)
- Farewell Tour (1983 auf Warner Brothers)
- Cycles (1989 auf Capitol)
- Brotherhood (1991 auf Capitol)
- Rockin' down the Highway: The Wildlife Concert (1996 auf Sony)
- Sibling Rivalry (2000 auf Rhino)
- Live at Wolf Trap (2004 auf Sanctuary)
- World Gone Crazy (2010 auf Eagle Records)

### Auf Alben anderer Interpreten
- Another Passenger (1976 mit Carly Simon)
- Time Loves a Hero (1977 mit Little Feat)
- Nicolette (1978 mit Nicolette Larson)
- Lauren Wood (1979 mit Lauren Wood)
- Victim of Love (1979 mit Elton John)
- Whistling in the Dark (1979 mit Max Gronenthal)
- In Harmony (1980 mit Sesame Street)
- Radioland (1980 mit Nicolette Larson)
- Hoy-Hoy! (1981 mit Little Feat)
- Still Feels Good (1981 mit Tom Johnston)
- Industry Standard (1982 mit The Dixie Dregs)
- From out of the Blue (2000 mit The Sky Kings)